# Kepler-1410b
Kepler-1410b es un planeta extrasolar que forma parte de un sistema planetario formado por al menos un planeta. Orbita la estrella denominada Kepler-1410. Fue descubierto en 2016 por la sonda Kepler por medio de tránsito astronómico.